# Przedsława
Przedsława, Przecława, Przecsława, Przesława – staropolskie imię żeńskie, złożone z członów Przed- („przed”, ale też „naj”, „przez” i wiele innych) i -sława („sława”). Mogło oznaczać „tę, która stawia sławę ponad inne rzeczy” lub „tę, której sława jest większa, niż innych”. Męskie odpowiedniki: Przedsław, Przecław, Przecsław, Przesław. W źródłach poświadczone jest jako Przecsława (1330) i Przedsława (XIII i XIV wiek).
Przedsława, Przecława, Przecsława, Przesława imieniny obchodzą 16 lutego i 21 maja.